# Codonanthe carnosa
Codonanthe carnosa là một loài thực vật có hoa trong họ Tai voi. Loài này được (Gand.) Hanst. mô tả khoa học đầu tiên năm 1864.